# Collegium Germanicum et Hungaricum
Le Pontificum Collegium Germanicum et Hungaricum (en italien Collegio Germanico Ungarico), est un collège pontifical de Rome destiné à l'hébergement et formation des prêtres et séminaristes de langue allemande. Fondé en 1552 par le cardinal Morone il est confié dès l'origine aux jésuites. En 1580 le pape Grégoire XIII lui rattache le Collegium Hungaricum. Se trouvant depuis 1886 à la villa Costanzi (via San Nicola de Tolentino), à Rome, il compte en 2011 une petite centaine d'étudiants. L'église Saint-Étienne-le-Rond lui appartient.

## Historique
Le collège a été fondé le 31 août 1552 par la bulle Dum sollicita de Jules III. Le cardinal Giovanni Morone et saint Ignace de Loyola ouvrent le collège le 28 octobre suivant. Il est dirigé par le jésuite Pedro de Ribadeneyra. Dès la première année il compte de 30 à 40 étudiants venant de Germanie supérieure, Bohème, Pologne, Hongrie. Préférence est donnée à ceux qui viennent de régions menacées par les progrès du protestantisme. En 1580, le pape Grégoire XIII lui joint le Collegium Hungaricum (collège hongrois) fondé deux ans plus tôt.
Après la suppression en 1773 de la compagnie de Jésus, il est dirigé par le clergé diocésain. En 1781, Joseph II interdit aux prêtres et séminaristes du Saint-Empire romain germanique de suivre des études à Rome, et quelques années plus tard Rome est occupée par les troupes françaises, si bien que le collège ferme ses portes en 1798.
Il faut attendre vingt ans, en 1818, pour que Pie VII parvienne à le rouvrir. Léon XII le réorganise en 1824, lui donnant son cadre actuel, sous l'impulsion des jésuites. Le père Andreas Steinhuber en est le Recteur de 1867 à 1880. Très attaché au Collegio germanico-ungarico de Rome, où il passa une grande partie de sa vie, il en écrit une histoire exhaustive. Il continua à y résider même après son élévation au cardinalat et y mourut en 1907.
Le collège se replie pendant la Première Guerre mondiale à partir de 1915 (date de l'entrée en guerre du royaume d'Italie contre les Empires centraux) à Innsbruck au Canisianum. Il retourne à Rome en 1919.
Les séminaristes - dits « germaniques » - poursuivent leurs études à l'université pontificale grégorienne. Des réunions annuelles entre jeunes et anciens « germaniques » sont organisées avec succès régulièrement. Son directeur actuel est le père Benedikt Lautenbacher, jésuite, qui a pris la succession du père Franz Meures, lui aussi jésuite, en août 2011.

## Personnalités
Quelques anciens étudiants et professeurs ont marqué la vie de l'Église de leur pays:
- Andreas von Jerin (1585–96), prince-archevêque de Breslau et légat du pape, fut un mécène des arts et des sciences. Il réforma les écoles de la principauté de Neisse, en Silésie.
- Johann Georg von Herberstein (1591-1663), prince-évêque de Ratisbonne en 1662-1663.
- Adam Burghaber (1608-1687), professeur et théologien.
- Johann Philipp Anton von und zu Frankenstein (1695-1763), prince-évêque de Bamberg.
- Andreas Steinhuber (1825-1907), recteur de 1867 à 1880
- Alexander Frison (1875-1937)
- Julius Döpfner (1913-1976)
- Aloys Stepinac (1898-1960)
- Joseph Höffner (1906-1987)
- Karl Lehmann (1936)
- Hans Küng (1928-2021)